# 後発開発途上国

国際通貨基金と国際連合による各国の分類。後発開発途上国はブラックアフリカや東南・南アジア地域に集中して分布している。
先進国
開発途上国
後発開発途上国
データなし

後発開発途上国（こうはつかいはつとじょうこく、英: Least developed country、略語：LDC）とは、国際連合（国連）が定める世界の国の社会的・経済的な分類の一つで、開発途上国の中でも特に開発が遅れている国々のことである。LDC（LDCs）という略語は、Less Developed Countries（開発途上国）の略語ともとれることから、両者の区別に注意を有する場合もある。

## 概要
1967年10月に77ヶ国グループが採択したアルジェ憲章（Charter of Algiers） で初めて言及され、1971年11月に採択された国際連合総会決議2768に従って分類が始められた。2001年以降は国連総会決議56/227に基づき、国際連合事務局傘下の後発開発途上国、内陸開発途上国、小島嶼開発途上国担当上級代表事務所（UN-OHR-LLS）が後発開発途上国の開発支援を担っている。
後発開発途上国（LDC）を指して、貧困国（ひんこんこく）、第四世界（だいよんせかい）あるいは最貧国（さいひんこく）という表現をする場合もある。第四世界という呼称は、アメリカ合衆国を中心とする資本主義国家群を第一世界、ソビエト連邦を中心とする共産主義国家群を第二世界、どちらにも属さない国家群を第三世界と呼んでいたことによる。ただし、ソ連共産圏（第二世界）の崩壊後にこの区分はあまり使われていない。一方で「最貧国」という呼称も定着しているが、区分される国が国際連合加盟国全193か国のうち4分の1弱を占める46か国（2022年7月現在）もあるため、実情を示す上では不正確といえる。また、「最貧国」に属する全ての人が経済的に絶望的な貧困状態にあるという訳ではない。物々交換や自給自足といった市場外での経済行為は経済指標に現れないので、かって後発開発途上国だったブータンなど平和な国には、市場にあまり関わることなく、独自の文化を守って平穏な暮らしをしている人々も多くいる。
LDCの多くは、広範囲にわたる武力衝突と不安定な政治によって国家が有する統治機構の権力が脆弱になっている。これらの国の多くは民族紛争と長い間続いていた植民地主義の名残等々によって国の機軸が損なわれ、名目上は民主主義や自由主義を標榜していても、実質的には独裁政治が行われているのが主である。アメリカのシンクタンクの一つである平和基金会が毎年発表している「脆弱国家ランキング」の2022年版において、LDC44か国の7割弱に当る33か国がワースト50位以内に入っており、 脆弱度合いのカテゴリーで最悪の「Alert」（「警報」）に分類される29か国の7割弱に当る20か国がLDCで占められている。そのため、LDCを指して「失敗国家」という表現もなされている。
2022年現在、低開発国の半分以上はサハラ以南のアフリカにある。（分布についてはLDCの多い地域と少ない地域参照。）

## 定義
後発開発途上国に認定されるには、国際連合経済社会理事会（ECOSOC）の審査で「国際連合開発計画委員会（CDP）の定めた基準に当てはまる」と認められた上で、国際連合総会の議決を受ける必要がある。
CDPが2021年に定めた後発開発途上国と認定するための3つの基準は下記の通り。ただし、当該国の同意が前提となる。
- I. 一人当たりの国民総所得（GNI）の3年平均推定値が1,018米ドル以下であること。
- II. 人的資源指数を表すHAI（Human Assets Index）と呼ばれる指標が60以下であること。HAIは、人的資源開発の程度を表すためにCDPが設定した指標で、健康指数（Health index）と教育指数（Education index）に分かれる。健康指数は①5歳未満の死亡率、②発育阻害の有病率、③妊産婦死亡率の3つを数値化したもの。教育指数は①中等学校の総就学率、②成人の識字率、③中等学校入学者の男女比率の3つを数値化したもの。
- III. 外的ショックに対する経済的脆弱性を表すEVI（Economic and Environmental Vulnerability Index） と呼ばれる指標の値が36以上であること。EVIは以下の下位指標に基づく。

1. 農産物の生産量がどの程度安定しているか。
2. 商品とサービスの輸出がどの程度安定しているか。
3. GDPに反映される製造業、サービス業の活動が全経済活動に対してどの程度の比率を占めるか。
4. 人口の対数によって算出される該当国の国内市場の規模、及び天災によって影響を受ける人口の割合。

## 指定解除の条件
後発開発途上国のリストは3年に一度見直しが行われており、前述の3つの基準のうち2つ以上を3年ごとのレビューで2回連続して上回るか、一人当たりの国民総所得（GNI）が3年ごとのレビューで2回連続して卒業基準値の2倍以上になれば指定から外れることができる。CDPが2021年に定めた後発開発途上国を卒業するための基準は以下の通り。
- I. 一人当たりの国民総所得（GNI）の3年平均推定値が1,222米ドル以上であること[注釈 3]。
- II. 人的資源指数（Human Assets Index）が66以上であること。
- III. 経済的脆弱性指数（Economic Vulnerability Index）指数が30以下であること。

## LDCをめぐる諸問題
LDCに分類される国々には、開発の進展を妨げる共通の諸問題がいくつか見られる。

### 内陸国
後発開発途上国には、アフリカ・アジアの内陸国が多い。内陸国は、隣国の港湾の賃貸料やそこまでの輸送費などがかかるために、貿易の利益が少なくなる他、港湾のある隣国の情勢に左右されることが多く、経済活動が不安定である。

### 小島嶼開発途上国
オセアニア・北アメリカの後発開発途上国は、いずれも小島嶼開発途上国（SIDS）にも分類されている。SIDSは小さな島で国土が構成されるため、少人口、自然災害に脆いといった脆弱性を抱えており、持続可能な開発が困難だとされている。

### 内戦・行政機能の低下
いくつかの後発開発途上国は、政府の行政機能低下や他国の内政干渉によって「失敗国家化」が進んでおり、場所によっては深刻な内戦状態となっている。
アフガニスタンは1919年の独立以来比較的安定的な治世を保っていたが、1978年のアフガニスタン人民民主党による蜂起以降断続的な内戦（アフガニスタン内戦）に陥っており、国際支援に依存しないと国家予算が成り立たない財政破綻状態となっている。
ソマリアは1982年からいわゆるソマリア内戦が表面化し、1991年にバーレ社会主義政権が崩壊すると無政府状態になった。武装しなければ街頭に出られず（それでも命の危険がある）、2012年の統一政府樹立後も首都・モガディシュ以外は軍閥を土台とする各地の自治国とソマリランドの支配下にあり、アル・シャバブ によるテロ活動も続いている。
コンゴ民主共和国は1960年の独立直後に勃発したコンゴ動乱で旧宗主国・ベルギーを初めとする列強の介入を受け、国内が分裂状態となった。その後、ザイール政権末期から断続的に発生した第一次・第二次コンゴ戦争に周辺諸国が介入し、その後も紛争が続くことで中央政府の統治が全土に行き届かないでいる。

### 自然災害
後発開発途上国は、社会基盤が脆弱な故に巨大な自然災害に対処しきれない場合があり、他の国では減災が可能な事例で被害を拡大させる傾向がある。
ハイチでは2010年に大地震が発生し、政情不安で社会基盤が脆弱だったこともあって被害が拡大した。首都のポルトープランスを直撃して多数の死傷者が出たが、2021年現在、復興作業が進められている。
ネパールでも2015年に大地震が発生し、ハイチと同様に社会基盤が脆弱だったため被害が拡大した。
ミャンマーでは、2008年5月に大型のサイクロン（台風）により多数の家屋や家畜、そして人的被害が発生した。これも社会基盤が脆弱なため被害が拡大したものである。また、2025年にも大地震が発生し、同様に被害が拡大している。
バヌアツでも、2015年3月にサイクロンで10人以上が死亡した。これも社会基盤が脆弱なため被害が拡大した。

### 飢餓
後発開発途上国を形成する大きな問題が飢餓である。厳しい気候や耕作に不適な土質の地域では農業が充分に発展せず、食料輸入を行うための財政力もないため、「生活に必要な栄養を自給できない状態」にある。
食料生産国の多くは、自国の穀物を保護を目的に、他国から輸入された穀物に高い関税をかけている。このような状況において後発開発途上国では、肥料を利用するなどして生産を拡大しても輸出を伸ばすことができず、生産過剰となり、結果として、豊作貧乏に陥ってしまう。
そうなることを避けるために、後発開発途上国では、肥料などを利用しない粗放農業をとらざるを得ない。そのような状態だと自然災害や紛争などによる悪影響を受けやすくなり、飢餓がより深刻化する。

### インフラ未整備
電気・水道を初めとするインフラストラクチャーの整備状況は、安定供給・不安定供給・供給なしの3段階に分かれるが、最貧国では首都でも安定供給でない場合が多い。
道路も国内の最重要幹線が未舗装であったり、鉄道も皆無あるいは幹線系でも正常な運行が困難というケースが多く、経済活動に悪影響を与える。

## 現在のLDC

後発開発途上国（LDC）の指定状況（2020年12月末時点）
LDCに指定されている国
LDCの指定を解除された国

2025年2月時点において、後発開発途上国に分類されている国は以下の44ヶ国である。
2016年末に公表されたUNCTAD（国際連合貿易開発会議）の報告書では、LDCは2025年までに48か国から32か国まで減少する見通しとされた。特にオセアニアでは域内の国が全てLDCから除外される見込みで、アジアもカンボジアを除く全ての国がLDCから除外する見込みとされている。一方で、アフリカでは依然として30か国がLDCに留まると見られている他、ハイチもLDCに留まると見られている。
2016年の報告書と実情を比較すると、2017年以降にLDCの指定を解除された国は4か国に留まっている。ただし、2026年11月24日にはバングラデシュ、ラオス、ネパールが、2027年12月13日にはソロモン諸島が、LDCの指定を解除される予定である。尚、アンゴラについては、当初2024年2月12日に指定解除される予定であったが、経済的問題が未だ改善されていないことや一次産業への依存によって、2023年12月に指定解除の時期を無期限に延期されることになった。2024年5月20日の3年ごとの見直しで、ルワンダ、ウガンダ、タンザニア連合共和国が初めて卒業基準を満たしたことが判明した。3か国とも、3つの基準のうち、経済・環境脆弱性指数基準と人的資産指数基準の2つを満たしていた。これらの国は2027年に再度検討される予定であり、2度目の基準を満たせば卒業が推奨される可能性がある。

### アジア (8ヶ国)
- アフガニスタン[注釈 4]
- イエメン
- カンボジア
- ネパール[注釈 4]
- バングラデシュ
- 東ティモール[注釈 5]
- ミャンマー
- ラオス[注釈 4]

### アフリカ (32ヶ国)
| - アンゴラ - ウガンダ - エチオピア - エリトリア - ガンビア - ギニア - ギニアビサウ - コモロ - コンゴ民主共和国 - ザンビア | - シエラレオネ - ジブチ - スーダン - 南スーダン - セネガル - ソマリア - タンザニア - チャド - 中央アフリカ - トーゴ - ニジェール | - ブルキナファソ - ブルンジ - ベナン - マダガスカル - マラウイ - マリ - モーリタニア - モザンビーク - リベリア - ルワンダ - レソト |

### オセアニア (3ヶ国)
- キリバス[注釈 5]
- ソロモン諸島[注釈 5]
- ツバル[注釈 5]

### 中部アメリカ (1ヶ国)
- ハイチ[注釈 5]

## かつてのLDC
かつて後発開発途上国に分類されていたが、現在指定を解除された国は以下の通り。経済成長以外の理由で指定解除された国は括弧内に理由を記載している。
- シッキム (1975年にインドに併合されたため[20][21]。)
- ボツワナ（1994年12月[22]）
- カーボベルデ（2007年12月[23]）
- モルディブ（2011年1月1日[24]）
- サモア（2014年1月2日[22]）
- 赤道ギニア（2017年6月4日[25]）
- バヌアツ（2020年12月4日[26]）
- ブータン（2023年12月13日[27]）
- サントメ・プリンシペ (2024年12月13日[28])

## LDCの多い地域と少ない地域

### LDCの多い地域
後発開発途上国の過半数は、アフリカ（ブラックアフリカ）にある。また、アフリカ以外で後発開発途上国が多い地域としては、東南アジアの大陸部・南アジアの内陸国が挙げられる。

### LDCの少ない地域
北アメリカの後発開発途上国はハイチのみであり、西アジアの後発開発途上国はイエメンのみである。また、ヨーロッパ、東アジア、中央アジア、南アメリカには後発開発途上国が1ヶ国もない。